# Сухая Долина (Ульяновская область)
Сухая Долина — посёлок в Ульяновском районе Ульяновской области. Входит в состав Зеленорощинского сельского поселения.

## История
В 1932 году был основан посёлок совхоза «Россия» (п. Зелёная Роща). Во второй половине 1950-х и началу 1960-х годов совхоз расширился, появились его отделения. В их числе третье отделение совхоза «Россия», при котором вырос посёлок работников сельскохозяйственного предприятия. 
В 1986 г. Указом Президиума ВС РСФСР посёлок третьего отделения совхоза «Россия» переименован в Сухая Долина.

## Население
| 2010 |
| ---- |
| 144  |